# U + Ur Hand
U + Ur Hand is een nummer van de Amerikaanse zangeres P!nk uit 2006. Het is de derde single van haar vierde studioalbum I'm Not Dead.
"U + Ur Hand" gaat over een vrouw die totaal niet geïnteresseerd is in een man die verliefd op haar is. Het nummer deed nogal wat stof opwaaien door de brutale tekst en het grove taalgebruik. Het nummer werd een wereldwijde hit. In de Amerikaanse Billboard Hot 100 haalde het de 9e positie. In de Nederlandse Top 40 haalde het een bescheiden 31e positie, en in de Vlaamse Ultratop 50 kwam het tot nummer 20.